# Cavernães
Cavernães é uma povoação portuguesa sede da Freguesia de Cavernães do município de Viseu, freguesia com 14,13 km² de área e 1335 habitantes (censo de 2021), tendo, por isso, uma densidade populacional de 94,5 hab./km².

## Demografia
A população registada nos censos foi:
| Distribuição da População por Grupos Etários | Distribuição da População por Grupos Etários | Distribuição da População por Grupos Etários | Distribuição da População por Grupos Etários | Distribuição da População por Grupos Etários |
| -------------------------------------------- | -------------------------------------------- | -------------------------------------------- | -------------------------------------------- | -------------------------------------------- |
| Ano                                          | 0-14 Anos                                    | 15-24 Anos                                   | 25-64 Anos                                   | > 65 Anos                                    |
| 2001                                         | 238                                          | 209                                          | 742                                          | 282                                          |
| 2011                                         | 174                                          | 155                                          | 727                                          | 292                                          |
| 2021                                         | 123                                          | 133                                          | 694                                          | 385                                          |

## Património
O ex-libris da freguesia é a Igreja Matriz (Santo Isidoro), recentemente considerada Património Nacional de Interesse Público. Contudo, o património de Cavernães não se resume apenas à ilustre Igreja Paroquial, mas também todas as capelas que a ela estão associadas:
- Capela do Senhor dos Aflitos - Cavernães
- Capela de Santa Iria e N. Sra. da Cabeça - Passos
- Capela de Santo António - Alvelos
- Capela de Nossa Senhora da Vitória e a ermida anexa - Carragosela e Corredoura
- Capela de Santa Luzia - Ermida
- Capela de São Mateus - Silvares

Mas para além desse tipo de monumentos existem espalhadas pelo território e ao abandono numerosos exemplares de presença romana.

## Equipamentos
- Jardim de Infância de Cavernães
- Escola EB1 de Cavernães
- Campo de Jogos
- Centro Cultural e Recreativo de Cavernães
- Centro Desportivo e Cultural da Corredoura
- Cemitério de Cavernães

## Associativismo
- Associação de Solidariedade Social "As Costureirinhas de Cavernães"
- Associação União das Gerações de Passos de Cavernães.
- Associação A Escola Silvares Cavernães